# Dakota Blue Richards
Dakota Blue Richards, född 11 april 1994 i Brighton i England, är en engelsk skådespelerska. Hon är mest känd för sin roll som Lyra Belacqua i filmen Guldkompassen.

## Filmografi (i urval)
| År        | Titel                | Roll               |
| --------- | -------------------- | ------------------ |
| 2007      | Guldkompassen        | Lyra Belacqua      |
| 2008      | Dustbin Baby         | April Johnson      |
| 2009      | Månprinsessan        | Maria Merryweather |
| 2011–2012 | Skins (18 avsnitt)   | Franky Fitzgerald  |
| 2013      | The Fold             | Eloise Ashton      |
| 2016-2017 | Endeavour (TV-serie) | Shirley Trewlove   |